# Estación de Mora y Orgaz
Mora y Orgaz fue una estación de ferrocarril situada en el municipio español de Mora, aunque también prestaba servicio al municipio de Orgaz, ambos pertenecientes a la provincia de Toledo. Estuvo operativa entre 1879 y 1988, fecha esta última en que fue clausurada y semi-desmantelada.

## Historia
La estación fue levantada originalmente como parte de la línea Madrid-Ciudad Real, de ancho ibérico. Dicha línea fue construida por la Compañía de los Caminos de Hierro de Ciudad Real a Badajoz (CRB) e inaugurada en 1879, si bien un año después pasaría a manos de la compañía MZA. La estación, que se encontraba situada en la carretera que unía Mora y Orgaz, tuvo a lo largo de su historia un importante volumen de tráfico de pasajeros y mercancías (harinas, aceites o vinos). En 1941, con la nacionalización de los ferrocarriles de ancho ibérico, las instalaciones pasaron a manos de RENFE. En enero de 1988 se clausuró la estación y la mayor parte de la línea Madrid-Ciudad Real debido a la construcción del Nuevo Acceso Ferroviario a Andalucía.
En la actualidad se conserva el edificio de viajeros, aunque no desempeña ningún servicio.